# Дьюкский университет
Дьюкский университет, Университет Дьюка (Университет Дюка, англ. Duke University, произносится /djuːk ˌjuːnɪ'vɜːsətɪ/) — частный исследовательский университет, расположенный в городе Дарем, Северная Каролина, США. Официальное русскоязычное название, принятое администрацией университета — Дюкский университет.
Основан методистами и квакерами в 1838 году. В 1924 году усилиями табачного промышленника и мецената Джеймса Дюка университет получил новое имя в честь его покойного отца Вашингтона Дюка.
Рейтинги медицинской, юридической и бизнес-школ университета находятся в числе 15-ти лучших среди университетов США. В 2014 году Университет Дьюка занял 23 позицию в Академическом рейтинге университетов мира, а также 23 строчку в рейтинге лучших вузов США по версии Forbes.
Кроме академических, научных и спортивных достижений университет славится огромным кампусом с архитектурными памятниками в неоготическом стиле, в частности Дьюкской часовней. Окружающий лес скрывает близость кампуса к деловой части Дарема. На 35 км² располагаются три кампуса в Дареме и морская лаборатория в Бофорте. В течение последних пяти лет были реконструированы Восточный кампус, отстроенный в георгианском стиле, основной западный кампус, выполненный в неоготическом стиле и примыкающий к нему медицинский центр.

## История

### Основание
История Дюкского университета начинается с частной школы Brown’s Schoolhouse, которая была основана в 1838 году в округе Рендольф, на территории, где сейчас располагается город Тринити. Основало Brown’s Schoolhouse Объединённое институтское сообщество (Union Institute Society), группа методистов и квакеров, а затем, в 1841 году, правительство Северной Каролины подписало документ, в соответствии с которым школа переименовывалась в академию Union Institute. В 1851 году академия стала называться Normal College, а в 1859 году получила наименование Trinity College в знак благодарности за поддержку, которую учебному заведению оказывала методистская церковь. В 1892 году Trinity College переехал в город Дарем, что стало возможным, главным образом, благодаря щедрости Вашингтона Дюка и Джулиана Шекспира Карра, влиятельных и уважаемых методистов, заработавших своё состояние на табачной промышленности. В 1896 году Вашингтон Дюк передал учреждению, ставшему впоследствии известным как Trinity College, пожертвование в размере $ 100 000, поставив при этом следующее условие: «колледж должен открыть свои двери женщинам и гарантировать им полное равенство в правах с мужчинами».
В 1924 году сын Вашингтона Дюка, — Джеймс Бьюкенен Дюк, основал фонд целевого капитала The Duke Endowment, пожертвовав на него 40 миллионов долларов США (434 миллиона долларов США в пересчете на 2005 год). Годовая прибыль фонда должна была распределяться на нужды медицинских учреждений, детских домов, методистской церкви, трёх колледжей и колледжа Trinity. Уильям Престон Фью, президент колледжа Trinity, настоял на том, чтобы учебное заведение было переименовано в Дюкский университет в знак благодарности за щедрость меценатов, а также для того, чтобы выделить университет в ряду прочих колледжей, носящих наименование Trinity. Поначалу Джеймс Б. Дюк посчитал, что такое переименование будет выглядеть как признак честолюбия, однако впоследствии принял предложение г-на Фью в память о своём отце. Финансирование, поступавшее из фонда, позволило университету быстро развиваться. В 1925—1927 годах первоначальный кампус Дюкского университета (Восточный кампус) был перестроен, на его территории появились здания в георгианском стиле. К западу от первоначального кампуса (1,6 км) стал строиться другой, в готическом стиле, и к 1930 году были построены почти все здания нового кампуса, а кульминацией строительства Западного кампуса стало возведение Дюкского Собора, которое было завершено в 1935 году.

### Рост и развитие
В 1939 году инженерное дело, которое преподавалось в университете с 1903 года, было выделено в отдельную школу. В 1942 году Дюкский университет принял у себя игру за кубок Rose Bowl, и это был единственный раз в истории, когда данный кубок разыгрывался за пределами Калифорнии. Игра прошла на стадионе Wallace Wade Stadium, и команда Дюкского университета также принимала в ней участие. 2 июня 1963 года Попечительский Совет официально объединил колледж для студентов-бакалавров с университетом. Оживление студенческого движения, которое происходило в 1960-х годах, побудило Мартина Лютера Кинга 13 ноября 1964 года выступить в университете с речью, посвящённой развитию движения за гражданские права. Бывший губернатор Северной Каролины, Терри Сэнфорд, был избран ректором в 1969 году. Именно он инициировал создание Школы бизнеса им. Фукуа, завершил формирование библиотеки имени Уильяма Р. Перкинса и основал Институт общественно-политических наук (современная Школа общественной политики им. Сэнфорда). В 1972 году Женский колледж снова объединился с Trinity в качестве Колледжа свободных искусств, в котором отныне стали обучаться и мужчины, и женщины. В 1970-х годах администрация Дюкского университета начала длительную работу по укреплению репутации учебного учреждения как внутри страны, так и за её пределами. Особое внимание стало уделяться междисциплинарной работе, а также увеличению присутствия представителей меньшинств среди преподавателей и студентов. Медицинский центр Дюкского университета был окончен в 1980 году, а строительство здания студенческого союза завершилось двумя годами позже. В 1986 году мужская футбольная команда одержала победу в первом для университета чемпионате Национальной ассоциации студенческого спорта, а мужская баскетбольная команда принесла победу в чемпионатах 1991, 1992, 2001 и 2010 годов.

### Современный этап
Рост и академическая направленность способствовали укреплению репутации университета. Команда Университета регулярно участвовала в математической олимпиаде им. Уильяма Лоуэлла Патнема, заработав в 1993, 1996 и 2000 годах титул лучшей студенческой команды по математике в США и Канаде. Команда Дьюка в последние годы держится в пятёрке лидеров.
В 1994 году был открыт научно-исследовательский центр Левин, предназначенный для проведения междисциплинарных исследований.
В 1998 году президент университета начал кампанию по привлечению средств, которая завершилась в 2003 году и принесла 2,36 миллиарда долларов, став по величине крупнейшей кампанией в истории. В 2002 и 2006 годах три студента получили престижную стипендию Родса, только один университет превзошёл этот показатель в оба года. Всего 42 студента в истории университета получили стипендию Родса, 21 из них — в последние 15 лет.

## Кампус
Университету принадлежат 220 зданий и 35 км² земли, 29 из которых покрыты лесом (Дьюкский лес). Кампус включает четыре основные зоны: западный, восточный и центральный кампусы, а также медицинский центр. Между кампусами курсируют бесплатные автобусы. Университету принадлежат 15 акров земли на атлантическом побережье Бофорта. Одной из важнейших достопримечательностей кампуса является сад имени Сары Дьюк, заложенный в 1930 году.
Студенты называют кампус «Готическим отечеством», это название объясняется неоготической архитектурой Западного кампуса. Значительная часть кампуса была спроектирована Джулианом Абелем — одним из первых значительных афроамериканских архитекторов. Жилые здания отличаются более простым стилем, в отличие от учебных зданий, демонстрирующих влияние позднего французского и итальянского стилей. Восточный кампус, предназначенный для первокурсников, застроен в георгианском стиле.
По состоянию на ноябрь 2005 года, университет потратил 835 миллионов долларов на обустройство кампуса (34 крупных проекта). С 2002 года отстроены новая библиотека, художественный музей, футбольный спортивный комплекс, два жилых здания, инженерный комплекс, институт глаза, две генетические лаборатории, студенческая плаза и другие проекты. Новые здания получили школа бизнеса, сестринского дела и юридическая школа.

### Библиотеки и музей
Библиотечная система университета Дьюка, в фондах которой хранятся свыше 6 миллионов томов, входит в первую десятку крупнейших библиотек частных исследовательских университетов в США. Кроме того, в фондах хранятся 17,7 миллионов рукописей, 1,2 миллиона (общественных) документов и десятки тысяч фильмов и видеозаписей. Библиотечная система включает основной библиотечный комплекс им. Уильяма Перкинса и библиотеки Форда (школы бизнеса), библиотеку Divinity School, Юридическую библиотеку Гудсона и библиотеку медицинского центра.
Художественный музей Нашера открылся в 2005 году и хранит более 13 тысяч произведений искусства, в том числе работы Энди Уорхола, Беркли Л. Хендрикса, Кристиана Марклая, Дарио Роблито и Кары Уолкер. Музей был назван в честь Реймонда Нашера, выпускника Дюкского университета. Здание музея было спроектировано Рафаэлем Виньоли, его строительство обошлось в 23 миллиона долларов.

### Западный, Восточный и Центральный кампусы
Западный кампус, сердце Дьюкского университета, отведён второкурсникам, хотя кроме них там учится (и/или проживают) часть студентов младших и старших курсов. Кроме того, на территории этого кампуса располагается большая часть административных и учебных зданий. В центре (главного) западного кампуса располагается Дьюкская часовня, большая часть жилых зданий расположена к югу, основной учебный блок, включающий библиотеку и медицинский центр, расположен к северу. Площадь кампуса составляет 720 акров. На его территории расположен «Science Drive», ансамбль научных и инженерных зданий. Большая часть столовых и спортивных сооружений, включая старинный баскетбольный стадион Cameron Indoor Stadium, расположены в Западном кампусе.
Восточный Кампус, где поначалу располагался Дюкский университет после переезда в Дарем, является кампусом для первокурсников, а также домом для ряда учебных факультетов. Начиная с 1995/1996 учебного года, все первокурсники и только они, а также студенты старших курсов, которые служат помощниками ординаторов, проживают в Восточном Кампусе, что призвано способствовать единению однокашников. Кампус занимает территорию площадью 97 акров (390 тыс. м²) и находится в 1,5 милях (2,4 км) от Западного Кампуса. Здания факультетов Истории искусств, Истории, Литературы, Музыки, Философии, а также факультета Изучения проблем женщин расположены на Востоке. Такие учебные программы как танцы, драма, образование, кино, а также Университетская писательская программа базируются на Востоке. В автономном Восточном Кампусе имеются общежития первокурсников, столовая, кафе, почта, библиотека Lilly Library, концертный зал Baldwin Auditorium, театр, спортивный зал Brodie Gym, теннисные корты, и несколько учебных корпусов. Недалеко от делового центра на обособленной территории с 1930 по 1972 года располагался Женский Колледж.
Центральный Кампус занимает 122 акра (0,49 км²) между Восточным и Западным кампусами. Здесь размещаются 850 студентов третьего и четвертого курсов, а также 200 работающих студентов, проживающих в квартирах. Это место расположения Музея искусств Нашера, Еврейского культурного центра (Freeman Center for Jewish Life), полицейского участка Дюкского университета, Отдела Дюкского университета по работе с инвалидами, ресторана Ronald McDonald House. Кроме того, здесь базируются такие административные отделы Дюкского университета как жилищный и коммунального обслуживания. В Центральном Кампусе имеются зоны отдыха и развлечений, такие как баскетбольные площадки, теннисные корты, площадка для пляжного волейбола, площадки для барбекю и навесы для пикников, здание для массовых мероприятий под названием Devil’s Den, деревня Mill Village, где можно отдохнуть с друзьями или провести встречу, и где есть магазин товаров первой необходимости.
С 2005 года имеется долгосрочный план на предстоящие 20-50 лет по реструктуризации Центрального Кампуса. Идея состоит в том, чтобы создать «академическую деревню» как главный центр Дюкской общины. Эта академическая деревня обеспечит жильём студентов, выпускников и работающих студентов; здесь расположатся некоторые факультеты, места общественного питания и отдыха, а также площади для нужд учебного процесса, которые послужат лабораторией для отработки на практике вопросов материального обеспечения.

### Главные достопримечательности
Дюкский лес, заложенный в 1931 году, занимает 7200 акров (29 км²) и состоит из шести участков к западу от Западного Кампуса. Крупнейший частный лес в Северной Каролине и один из крупнейших в стране, представляет собой разнообразие лесных насаждений и подходов к лесоводству. Дюкский лес широко используется для научной работы и включает в себя лаборатории по гидрологическим исследованиям, а также изучению переноса и накопления углерода в лесу (FACTS-I), две постоянные вышки для микрометеорологических наблюдений и другие участки, где изучается поведение животных и экосистема. Более 30 миль (48 км) троп доступны публике для пеших прогулок, езде на велосипедах или верхом на лошадях.
Дюкский центр лемуров, расположенный в Дюкском лесу, крупнейший в мире заповедник редких и исчезающих мокроносых приматов. Основанный в 1966 году, Дюкский центр лемуров простирается на 85 акров (34 га) и содержит около 300 животных 25 различных видов: лемуров, галаго и лори.
Сады Сары Дюк, заложенные в начале 1930-х годов, расположены между Западным Кампусом и жилыми корпусам Центрального Кампуса. Сады занимают 55 акров (22 га) и разделены на четыре основные зоны: первоначальные Террасы и их окрестности; Сад Блумквиста с местными растениями (H.L. Blomquist Garden of Native Plants), отведённый для флоры юго-востока Соединённых Штатов; Азиатский питомник Гулберсона (W.L. Culberson Asiatic Arboretum), в котором размещены растения Восточной Азии, а также отдельные виды, встречающиеся в Восточной Азии и на востоке Северной Америки; и сад Центра Дорис Дюк (Doris Duke Center Gardens, назван в честь Дорис Дьюк). Аллеи и тропинки садов протянулись на пять миль (8 км).
Медицинский центр Дюкского университета, граничащий с северными пределами Западного Кампуса университета, включает в себя один из лучших госпиталей и одну из лучших медицинских школ в США. Основанный в 1930 году, Медицинский центр занимает 700 тыс. м² в 99 зданиях на территории в 210 акров (85 га).
Морская лаборатория Дюкского университета, расположенная в городе Бофорт, Северная Каролина, по сути также является частью университетского кампуса. Морская лаборатория находится на острове Пайверс у внешнего побережья Северной Каролины, в 140 м от Бофорта по другую сторону канала. Данная местность заинтересовала Дюкский университет в 1930-х, и первые здания были построены в 1938 году. Расположенный здесь факультет занимается следующими дисциплинами: океанографией, морской биологией, морской биомедициной, морской биотехнологией и политикой в области морских побережий, а также вопросами управления. Морская лаборатория является членом Национальной ассоциации морских лабораторий.

## Обучение
Студенческий коллектив Дюкского университета насчитывает 6526 студентов и 8220 магистров и аспирантов (по состоянию на осень 2011 года). Университет имеет «исторические и символические связи с Методистской церковью, однако он всегда сохранял независимость в управлении». Дюкский университет получил 29 724 заявления для поступления с окончанием в 2015 году и принял примерно 13 % из них. По данным The Huffington Post, Дюкский университет входит в десятку самых сложных для поступления университетов с учётом данных о зачислении. Положительный результат (то есть процент зачисленных студентов, из числа выбравших данный университет для поступления) примерно равен 45 %. Из числа принятых на выпуск в 2014 году 95 % студентов входили в 10 % лучших в своих школах. Средний 50 % диапазон оценок по системе тестирования SAT у первокурсников равен 1380—1560 (по старой шкале) или 2070—2340 (по новой шкале), в то время как диапазон оценок по системе тестирования ACT равен 31—34.
|                                     | Студенты | Выпускники | По переписи США |
| ----------------------------------- | -------- | ---------- | --------------- |
| Афроамериканцы                      | 10 %     | 5 %        | 12.1 %          |
| Американцы азиатского происхождения | 22 %     | 9 %        | 4.3 %           |
| Белые американцы                    | 47 %     | 54 %       | 68 %            |
| Латино-американцы                   | 7 %      | 4 %        | 14.5 %          |
| Другие/Неизвестно/ Смешанные        | 14 %     | 28 %       | N/A             |

В Дюкском университете имеются две школы для студентов: Колледж святой Троицы искусств и наук и Школа прикладных наук им. Эдмунда Тейлора Пратта мл.
В 2001—2011 годах Дюкский университет удерживал шестое место в стране по числу лауреатов программы Фулбрайта, стипендии Родса, стипендии Трумана и стипендии Голдуотера среди частных университетов. Университет практикует приём студентов без рассмотрения их финансовых возможностей при принятии решения о зачислении (need-blind admissions) и удовлетворяет 100 % доказанных потребностей принятых студентов. Около 50 % всех студентов Дюкского университета получают ту или иную финансовую помощь, которая включает помощь нуждающимся, помощь на спортивные нужды и поощрительную помощь. Средняя величина гранта в 2010/2011 учебном году составила почти 36 000 долларов. Было назначено около 60 поощрительных стипендий, включая Мемориальную стипендию имени Эндже Б. Дюка, присуждаемую за отличные академические успехи. Другие стипендии предназначаются студентам в Северной Каролине, афроамериканским студентам и отлично успевающим студентам, которые нуждаются в материальной помощи.
Рыночная стоимость пожертвований Дюкскому университету составила 5,7 миллиардов долларов в финансовом году, который закончился 30 июня 2011 года. Специальное учебное оборудование и учреждения Университета включают в себя художественный музей, несколько лингвистических лабораторий, Дюкский лес, Дюкский гербарий, центр лемуров, станцию искусственного климата — фитотрон, лазер на свободных электронах, установку на основе ядерного магнитного резонанса, ядерную лабораторию и морскую лабораторию. Дюкский университет является лидирующим участником Национальной коммуникационной сети Лямбда Рейл и осуществляет программу для одарённых детей «Ищем таланты».

### Уровень абитуриентов
В 2009 году медицинская школа получила 5166 заявлений и приняла примерно 4 % из них, при том что средний балл по результатам выпускного теста в школе (GPA) и вступительного теста при приёме в медицинские колледжи (MCAT) для принятых студентов составил с 2002 по 2009 года 3,74 и 34 соответственно. Юридическая школа приняла примерно 13 % из своих абитуриентов на курс с выпуском в 2014 году при том, что у зачисляемых студентов средний бал выпускного теста в школе (GPA) был 3,75 и средний балл теста для поступающих на юридические факультеты (LSAT) был 170.
Университетские факультеты и факультеты послевузовского образования включают в себя аспирантуру, Школу прикладных наук им. Пратта, Школа по изучению окружающей среды имени Николаса, Медицинскую школу, Высшая медицинская школа университета Дьюка и Национального университета Сингапура, Школу ухода за больными, Школу бизнеса Фукуа, Юридическую школу, Богословскую школу и Школу государственной политики им. Сэнфорда.

### Учебные программы
Дюкский университет предлагает 36 профилирующих дисциплин по гуманитарным и естественным наукам, четыре профилирующие дисциплины по прикладным наукам и 46 дополнительных профилирующих дисциплин, которые были утверждены в рамках Программы II, что позволяет студентам сформировать свой собственный междисциплинарный набор профилирующих предметов. Кроме того, имеется шестнадцать программ с выдачей сертификата по их окончании. Студенты могут выбрать себе набор, насчитывающий в целом до трёх профилирующих, непрофилирующих дисциплин, а также программ с выдачей сертификатов. 80 % студентов записываются в Колледж Св. Троицы искусств и наук, а остальные в Школу прикладных наук им. Пратта.
Учебные программы Колледжа Св. Троицы составлены по обновлённому варианту «Учебных программ 2000». Это обеспечивает студентам доступ к разнообразию «областей знаний» и «методов исследований». Учебные программы нацелены на то, чтобы помочь студенту развить способность критически мыслить и формировать своё мнение путём изучения способов эффективного доступа к знаниям, их обобщения и передачи. Цель в том, чтобы помочь студентам обрести взгляд на современность и историю, путём проведения исследований и решения проблем, а также развития упорства и способности к трудной и постоянной работе. Первокурсники могут выбрать участие в ФОКУС-программе, которая позволяет студентам участвовать в междисциплинарном исследовании конкретной темы в составе небольшой группы.
Учебные программы Школы Пратта у́же по охвату, однако включают двойные профилирующие дисциплины из различных предметов. Школа уделяет особое внимание исследованиям студентов — возможности приобретения опыта благодаря программам для интернов и стипендиатов, а также структурированным учебным программам. Из набора на курс 2010 года около 31 % студентов Школы Пратта учились за рубежом, — не много по сравнению с числом студентов Колледжа Св. Троицы (47 %), однако много больше, чем в среднем по стране для студентов прикладных наук (3,2 %).

### Исследования
В 2010 финансовом году расходы на исследовательские программы превысили 983 миллиона долларов, поставив Дюк на пятое место, как самый большой исследовательский университет в стране и на второе место среди частных университетов. В 2005 финансовом году Медицинский центр Дюкского университета получил шестое по объёму финансирование от Национального института здравоохранения, равное 391,2 миллионам долларов. Финансирование Дюкского университета возросло на 14,8 % с 2004 года, демонстрируя самый высокий рост среди первых 20-ти получателей. В 2008 финансовом году Школа ухода за больными Дюкского университета была 18-й в стране из числа подобных школ, получивших финансирование от Национального института здоровья, составившее более 2,34 миллионов долларов; на 54 % больше, чем в 2007 году, когда школа была на 30 месте в стране.
За всю историю школы дюкские исследователи совершили прорывы, в частности, в разработке отделом биомедицинского проектирования первой в мире системы трёхмерной ультразвуковой диагностики в режиме реального времени и первых искусственных кровеносных сосудов. В отделе технического проектирования Адриан Бежан разработал конструкционную теорию, которая объясняет формы, возникающие в природе. Дюкский университет стал пионером в исследованиях, затрагивающих нелинейную динамику, хаос и сложные системы в физике. В мае 2006 года дюкские исследователи определили последнюю хромосому человека, что стало мировой новостью о завершении проекта «Геном человека». В июне того же года появились сведения об участии дюкских учёных в исследовании новой вакцины против СПИДа. Биологический отдел объединяет две исторически сильные программы по ботанике и зоологии, тогда как, одного из главных теологов богословской школы Стэнли Хауэрваса журнал Time назвал «лучшим в Америке теологом» в 2001 году. Программа по литературе для выпускников гордится несколькими международно известными фигурами, включая Фредрика Джеймисона и Майкла Хардта, тогда как философы Роберт Брэндон и награждённый премией Лакатоша Александр Розенберг внесли свой вклад в то, что программа по философии биологии Дюкского университета названа лучшей в стране в Philosophical Gourmet Report.

### Рейтинг
В 2013 году Дюкский университет получил 7-е место в рейтинге студенческих программ журнала U.S. News & World Report среди учебных заведений, присуждающих докторские степени. За прошедшие двадцать лет U.S. News & World Report помещал Дюкский университет на места от 3-го до 10-го. В 2011 году Дюкский университет занял 19-е место в мире согласно Рейтингу Квакарелли-Саймондс и 24-е в мире согласно рейтингу высших учебных заведений мира от журнала Times Higher Education. В 2010 году Дюкский университет получил 14-е место среди лучших в мире от журнала Newsweek и 35-е в Академическом рейтинге университетов мира, при этом выделялось качество научных исследований и число Нобелевских лауреатов. The Wall Street Journal в 2006 году поставил Дюкский университет на шестое (пятое среди университетов) место в своём рейтинге «поглотителей», по результатам анализа процента студентов, которые записываются в первую пятёрку лидеров, по мнению журнала, среди медицинских, юридических и бизнес школ. В 2010 году Центр анализа качества деятельности университетов ставит Дюкский университет на 6-е место в стране. В 2011 году (публикуемый в The New York Times) Рейтинг выявленных тенденций глобального трудоустройства (Emerging/Trendence Global Employability Ranking), который изучает выбор сотен руководителей высшего звена и председателей по всему миру тех университетов, из которых те прежде всего нанимают на работу, поместил Дюкский университет на 13-е место в мире и на 9-е в стране. В 2005 году Дюкский университет принял 117 стипендиатов Национальной стипендии за заслуги и стал шестым в рейтинге по их числу. Дюкский университет 5-й среди национальных университетов по числу обладателей стипендий Родса, Маршалла, Трумана, Голдуотера и Удалла.

## Известные выпускники
См. также: Категория:Выпускники университета Дьюка

## Известные профессора
- Ариэли, Дэн — маркетолог (поведенческая экономика)
- Джеймсон, Фредерик — философ
- Николелис, Мигель — физиолог
- Хаф, Джерри — политолог
- Хохлов, Николай Евгеньевич — психолог